# Hohlglobus

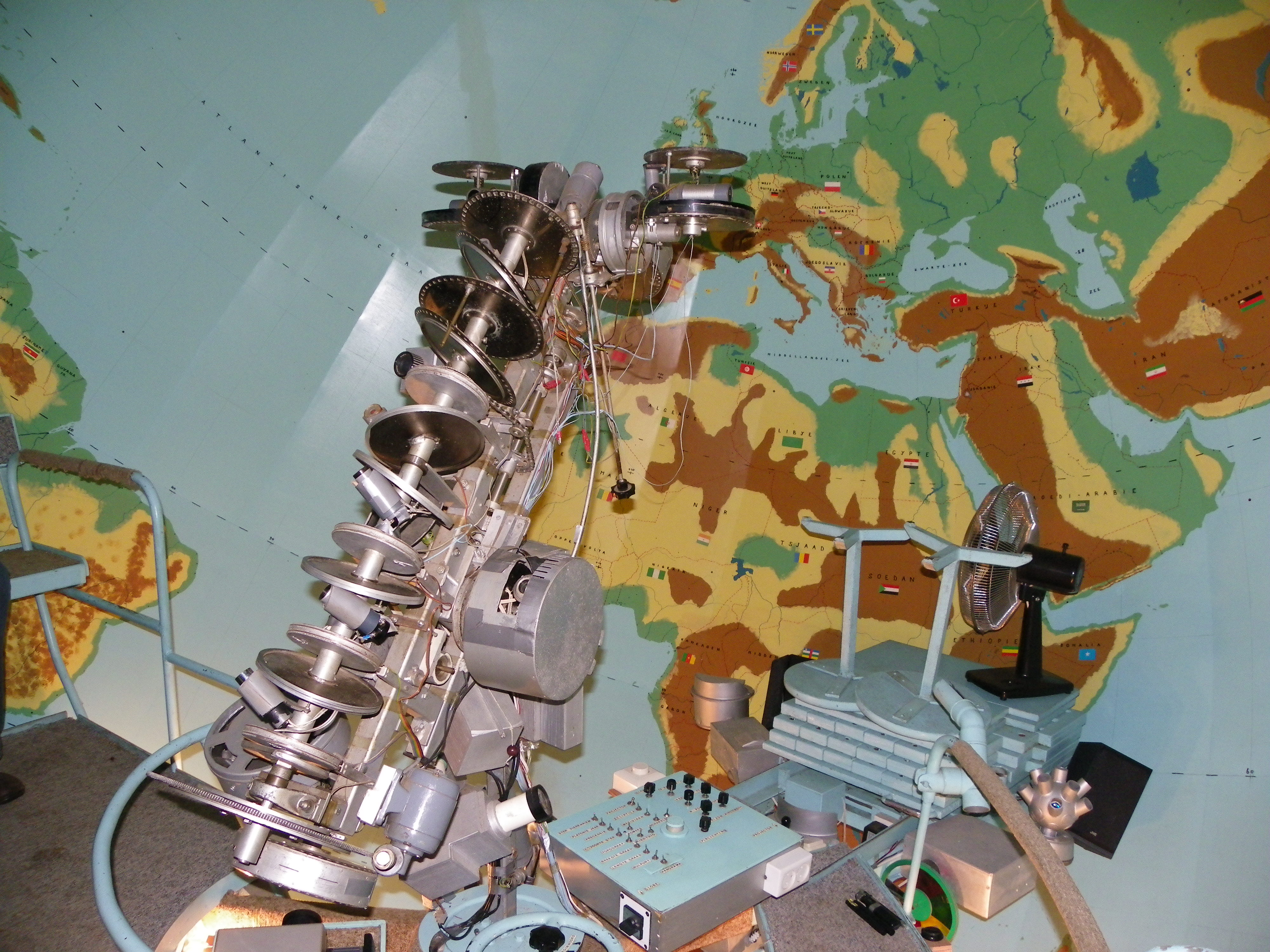
Diese hohle Kugel wurde von einem Hobbyastronomen und Schreiner gebaut und befindet sich in der niederländischen Stadt Toldijk (Gemeinde Bronckhorst). Die Kugel ist Teil des Achterhoeks Planetariums.

Hohlgloben sind die Vorläufer moderner Projektionsplanetarien. Dabei handelt es sich um eine große, begehbare Kugel, an deren Innenseite entweder die Sternbilder eingezeichnet waren oder in deren Hülle es Löcher gab, durch die von außen Licht hereindrang. Je größer das Loch, desto heller leuchtete der mit dem Loch assoziierte „Stern“.
Im Gegensatz zu statischen Deckengemälden des Sternenhimmels lässt sich mit einem Hohlglobus der Himmelsanblick zu verschiedenen Jahreszeiten simulieren, da die Kugel drehbar ist und so die südlichen Sterne auf- und untergehen können, während die Sterne nahe dem Himmelsnordpol nie untergehen (Zirkumpolar-Sterne).
Es gab nie besonders viele dieser Hohlgloben. Derzeit sind weltweit nur noch fünf Stück bekannt:
- Der ursprüngliche Gottorfer Riesenglobus steht heute in der Kunstkammer in Sankt Petersburg und wurde zwischen 1650 und 1664 im Auftrag Herzog Friedrichs III. von Gottorf errichtet. Er ist auch als Gottorper Globus bekannt.
- Die Atwoodsche Himmelskugel stand ursprünglich im Chicagoer Naturkundemuseum, mittlerweile befindet sie sich im Adler-Planetarium. Sie wurde 1913 in Auftrag gegeben.
- Um 1914/1915 wurde auf der Heilbronner Robert-Mayer-Sternwarte ein zwei Meter durchmessender drehbarer Hohlglobus errichtet, der heute noch im Rahmen von öffentlichen Führungen und schulischen Veranstaltungen in Betrieb genommen wird.[1]
- Zu Beginn des 21. Jahrhunderts entstand in Schloss Gottorf eine Rekonstruktion des ursprünglichen Gottorfer Riesenglobus in einem modernen Gebäude.
- Seit 1988 befindet sich in Toldijk (Gemeinde Bronckhorst – Niederlande) eine begehbare Globus mit einem Durchmesser von 5 Metern. Die Globus zeigt innen die gesamte Erde und 2844 Sterne durch unterschiedlich große gebohrte Löcher in der Wand

Aus dem 18. Jahrhundert sind noch ein Hohlglobus von Erhard Weigel aus Jena mit 3,30 Meter Durchmesser und einer mit 5,40 Meter Durchmesser bekannt, der auf Roger Long aus dem englischen Cambridge zurückgeht – beide Geräte wurden jedoch zerstört oder verschrottet.

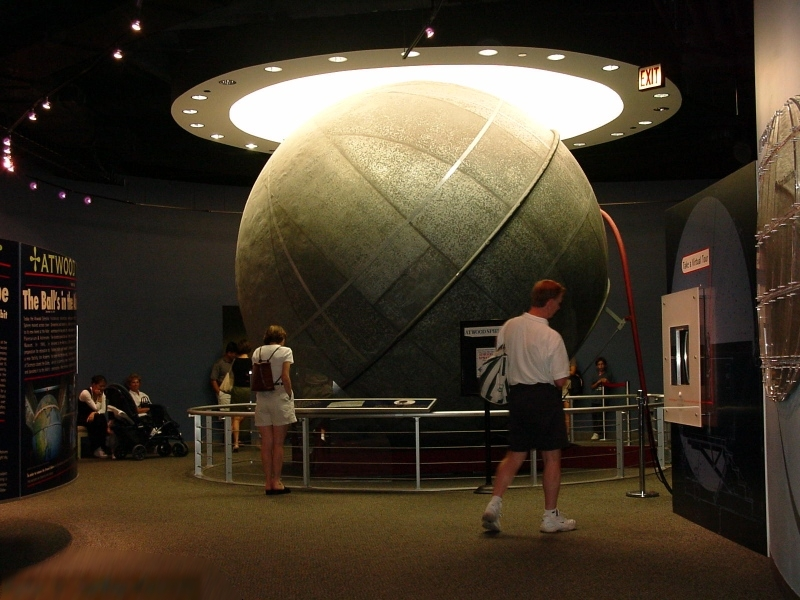
Atwoodsche Himmelskugel
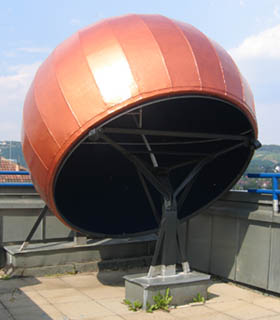
Hohlglobus der Sternwarte Heilbronn
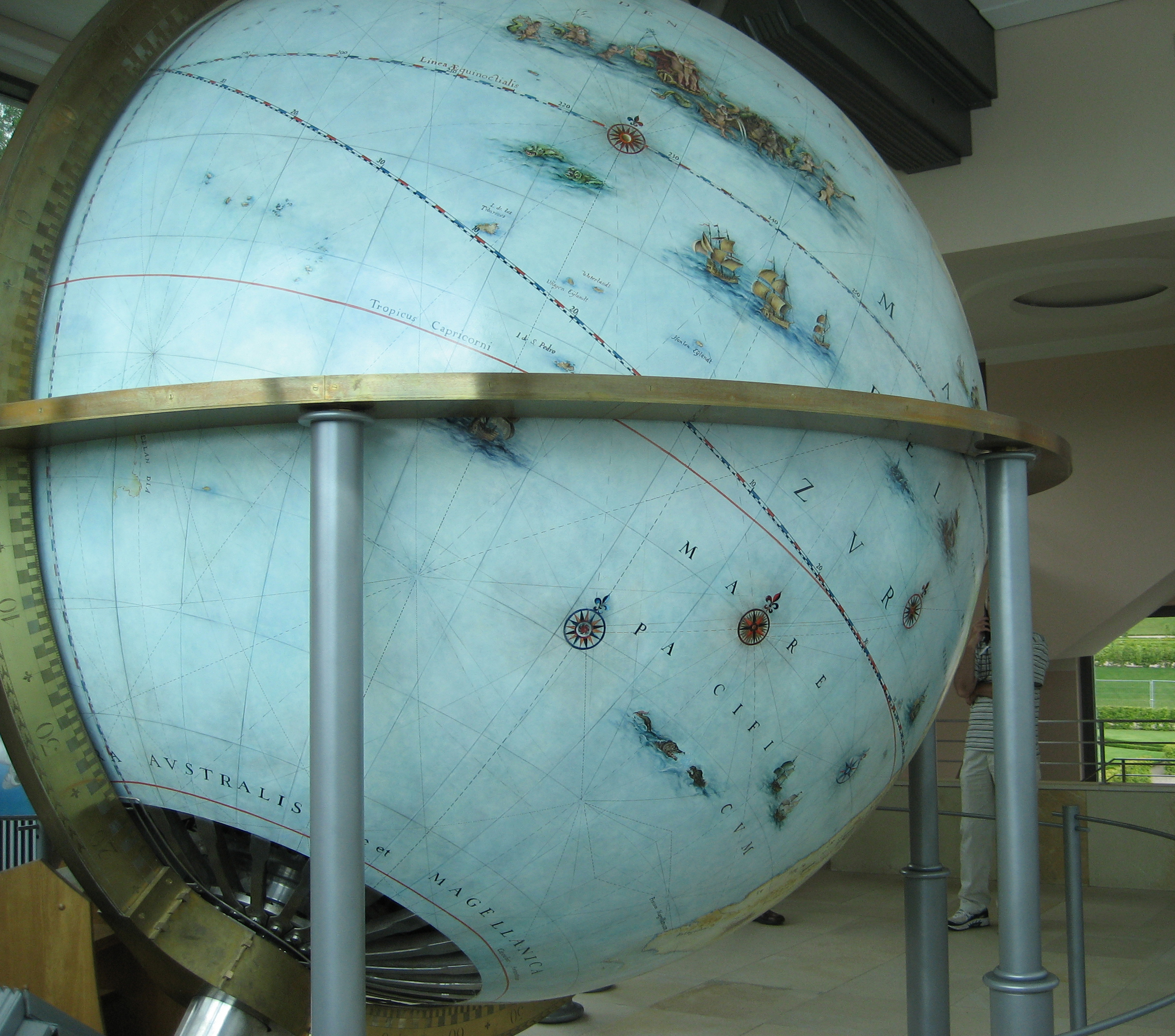
Rekonstruktion des Gottorfer Globus